# 片原恵麻
片原 恵麻（かたはら えま、1997年〈平成9年〉9月8日 - ）は、日本の女性タレント。神奈川県横浜市出身。

## 経歴
鷗友学園女子中学校・高等学校、慶應義塾大学文学部英米文学専攻卒業。2018年、ミス慶應コンテスト2018ファイナリストとなり「Heatherdiary賞」を受賞。これをきっかけにプラチナムプロダクションと契約しモデル活動を開始する。2021年、葉月美優・五十嵐みさと共にSUPER GT『muta racing Fairies』としてレースクイーン活動を行う。同年にはミスiD2022でセミファイナリストに残ったが、受賞はならなかった。2022年6月27日付で同プロダクションを退所。以降はフリーランスで活動中。

## 人物・逸話
- 愛称は「えまたん」[1]だが、プラチナム時代からの同僚である滝澤いしす[注 1]からは「えまのすけ」[2]と呼ばれている。
- 釣りが趣味で、週2・3回行くほどの釣り好き[動画 1]。後述の釣り番組にも出演する他、2021年12月には小型船舶操縦免許2級を取得[10]。更に2022年1月には『第13代アングラーズアイドル』でファイナリストに入り[11]、同年7月には『GO!GO!九ちゃんフィッシング』のスポンサーであるマルキユーのアンバサダーにも任命された[12]。
- 先述の通りレースクイーンの仕事をしていた関係で、東京オートサロンイメージガール『A-class』の2022年度メンバーを選ぶセレクション審査にエントリーしたものの、メンバー入りはならず[注 2]。オートサロン当日はタコ釣り大会でレディース賞を獲ったことを自身のツイッターで明かしている[14]。

## 出演

### テレビ番組
- トリニクって何の肉!?（ABCテレビ・テレビ朝日系列、2019年 - 2021年まで不定期出演[15]）
- ロンブー亮の釣りならまかせろ!（テレビ埼玉、不定期出演）
- ビッグフィッシング（サンテレビ・2022年3月17日放送分ゲスト[16]、2023年3月30日放送分よりアシスタントに就任）

### ラジオ
- ミラクル・サイクル・ライフ（TBSラジオ、2024年9月15日、9月22日）

### 舞台
- SHINING☆劇場 第11回公演「命の在り処」（2018年11月24日、池袋ONLY YOU）[注 3]

### 配信
- FISH ON! TV～目指せ!本気の釣りガール～（マシェバラ・2021年から不定期出演）[動画 2]
- ヒロミ・指原の“恋のお世話始めました”（ABEMA・2022年1月20日）[動画 3]
- 大人秘密基地　SAV Channel『釣り好き警察24時』[動画 4]
- マルキユー『GO!GO!九ちゃんフィッシング』（不定期出演）[動画 5]

### WEB
- 集英社『non-no』カワイイ選抜5期生（2019年 - 2020年）
- 日之出出版『FINEBOYS』“あの娘のスニーカー。”（2019年12月20日）[7]